# Catharsius morettoi
Catharsius morettoi là một loài bọ cánh cứng trong họ Bọ hung (Scarabaeidae).